# Echemoides mauryi
Echemoides mauryi Platnick & Shadab, 1979 è un ragno appartenente alla famiglia Gnaphosidae.

## Etimologia
Il nome proprio deriva dal dottor Emilio A. Maury che ha raccolto l'unico esemplare femminile noto di questa specie.

## Caratteristiche
Il maschio può essere riconosciuto per il dotto dei pedipalpi di forma sinuosa e per l'apofisi mediana piuttosto larga. La femmina si distingue per il setto dell'epigino stretto anteriormente.
L'olotipo maschile più grande rinvenuto ha lunghezza totale è di 8,82mm; la lunghezza del cefalotorace è di 3,38mm; e la larghezza è di 2,66mm.

## Distribuzione
La specie è stata reperita in Argentina centrale: nella cittadina di Cabana, appartenente alla provincia di Córdoba e nell'Argentina settentrionale: nella località di Avia Terai, appartenente alla provincia del Chaco.

## Tassonomia
Al 2015 non sono note sottospecie e dal 1979 non sono stati esaminati nuovi esemplari